# Australian Rugby Championship 2007
El Australian Rugby Championship (Campeonato Australiano de rugby) de 2007 fue la primera y única edición del torneo profesional de rugby australiano.
El equipo de Central Coast Rays se coronó campeón al vencer 20 a 12 al equipo de Melbourne Rebels coronándose como el único campeón de la competencia.

## Sistema de disputa
El torneo se disputó en formato liga donde se enfrentarán todos contra todos, en un periodo de 8 semanas.
Luego de la fase regular, los cuatro primeros clasificados disputarán una semifinal buscando el paso a la final en la cual se enfrentarán los dos mejores equipos del torneo buscando el campeonato.

### Clasificación
| Pos. | Equipo              | Encuentros | Encuentros | Encuentros | Encuentros | Tantos | Tantos | Tantos | PB | PB | Puntos |
| Pos. | Equipo              | PJ         | PG         | PE         | PP         | F      | C      | Dif    | BO | BD | Puntos |
| ---- | ------------------- | ---------- | ---------- | ---------- | ---------- | ------ | ------ | ------ | -- | -- | ------ |
| 1    | Western Sydney Rams | 8          | 5          | 0          | 3          | 239    | 149    | +90    | 5  | 2  | 27     |
| 2    | Central Coast Rays  | 8          | 5          | 0          | 3          | 268    | 159    | +109   | 5  | 1  | 26     |
| 3    | Perth Spirit        | 8          | 6          | 0          | 2          | 210    | 138    | +72    | 1  | 0  | 25     |
| 4    | Melbourne Rebels    | 8          | 5          | 0          | 3          | 170    | 206    | −36    | 4  | 0  | 24     |
| 5    | Sydney Fleet        | 8          | 4          | 0          | 4          | 212    | 244    | −32    | 3  | 1  | 20     |
| 6    | Canberra Vikings    | 8          | 3          | 0          | 5          | 217    | 191    | +26    | 4  | 3  | 19     |
| 7    | Ballymore Tornadoes | 8          | 2          | 0          | 6          | 180    | 229    | −49    | 1  | 2  | 11     |
| 8    | East Coast Aces     | 8          | 2          | 0          | 6          | 163    | 343    | −180   | 3  | 0  | 11     |

|  | Semifinalistas. |

## Fase Final

### Semifinales
| 6 de octubre | Central Coast Rays | 27 - 19 | Perth Spirit | Central Coast Stadium, Gosford |  |

| 7 de octubre | Western Sydney Rams | 3 - 23 | Melbourne Rebels | Parramatta Stadium, Sídney |  |

### Final
| 13 de octubre | Central Coast Rays | 20 - 12 | Melbourne Rebels | Central Coast Stadium, Gosford |  |

| Bandera de Australia       |
| Campeón Central Coast Rays |
| Primer título              |